# Bertrand Koppensteiner
Bertrand Koppensteiner OCist (* 12. November 1876 in Schweiggers als Johann Koppensteiner; † 23. Juni 1961 in Zwettl) war ein österreichischer Geistlicher und der 64. Abt des Zisterzienserstiftes Zwettl.

## Leben
Bertrand Koppensteiner wurde am 12. November 1876 als Sohn des Bauern Johann Koppensteiner und seiner Frau Johanna (geborene Lechner) in der niederösterreichischen Gemeinde Schweiggers geboren und noch am selben Tag auf den Namen Johann getauft. Nach vollendeter Schulbildung trat er im Jahre 1896 in das Stift Zwettl ein und war nach seiner Priesterweihe Stiftskooperator in Zwettl. 1903 war er als Kooperator nach Schweiggers entsandt worden. Ab 1909 war er als Pfarrverweser in Siebenlinden (heute ein Ortsteil von Schweiggers) tätig. Danach fungierte er von 1917 bis 1935 als Pfarrer und Dechant in Schweiggers. Anfang Februar 1917 berichtete die Österreichische Land-Zeitung von seiner Rückkehr nach Schweiggers, wo er fortan wieder als Pfarrverweser tätig war. Ebenfalls 1917 erhielt Koppensteiner von István Burián, dem Leiter des Gemeinsamen Finanzministeriums (sprich: Finanzminister), „für hervorragende Verdienste im Interesse der Förderung des Erfolges der Kriegsanleihen“ ein Anerkennungsdekret.
Unter dem Vorsitz des Generalvikars Gregor Pöck wurde Koppensteiner am 6. November 1935 zum 64. Abt von Zwettl gewählt und bereits am nachfolgenden Tag durch Michael Memelauer, den Diözesanbischof von St. Pölten, in der Stiftskirche benediziert. Dabei trat er die Nachfolge des am 24. Juni 1935 im Alter von 50 Jahren verstorbenen Leopold Schmidt an. Sein gutes Verhältnis zum NS-Kreisleiter Hermann Reisinger half bei der Verhinderung der Aufhebung des Stiftes in der Zeit des Nationalsozialismus. Dennoch blieb das Stift während des Zweiten Weltkriegs und der NS-Zeit nicht gänzlich verschont. So musste unter Koppensteiners Amtszeit das Stift über 700 Hektar Wald und Ackerflächen samt dem Dürnhof an den 1938 errichteten Truppenübungsplatz Döllersheim (heute Truppenübungsplatz Allentsteig) abtreten. Am 9. August 1945 war Koppensteiner Vorsitzender bei der Wahl von Karl Braunstorfer zum 64. Abt des Stifts Heiligenkreuz.
Am 23. Juni 1961 starb Koppensteiner im Alter von 84 Jahren in Zwettl; sein Nachfolger als Abt von Zwettl wurde Ferdinand Gießauf.